# Лавров Анатолій Петрович
Анато́лій Петро́вич Лавро́в (* 29 вересня 1894, село Спасскоє, Владимирська губернія, Російська імперія — 8 травня 1957) — український медик , доктор медичних наук (1948), професор (1949), завідувач кафедри дерматовенерології Львівського медичного інституту в 1948—1949 роках, директор Київського інституту дерматології — 1949—1953, кафедри дерматології Одеського медичного інституту в 1953—1955.

## Життєпис
1916 року закінчив медичний факультет Донського медичного інституту.
В 1917—1918 роках працював військовим лікарем, з 1917 по 1928 років — ординатор дерматовенерологічної клініки Ростова-на-Дону.
Протягом 1927—1932 років — консультант курорту Сочі-Мацеста, з 1932 по 1936 рік — завідувач кафедри дерматовенерології Туркменського медінституту в Ашгабаді, за сумісництвом в тих же роках був директором Туркменського дерматовенерологічного інституту.
Завідував дерматовенерологічною клінікою міста Сочі у 1936—1940 роках.
В часі Другої світової війни у 1941—1944 роках завідував відділом військового шпиталю в Москві.
У 1944—1947 роках — головний дерматовенеролог МОЗ РРФСР, одночасно в 1944—1948 працював консультантом дермато-венерологічної міської поліклініки Москви.
У 1948—1949 роках — завідувач кафедри дермато-венерології Львівського медичного інституту.
З 1949 року по 1953 — директор Київського НДІ дерматовенерології.
В травні 1953 — жовтні 1955 завідував кафедрою дерматології Одеського медичного інституту. В цьому часі досліджував ефективність курортних факторів у терапії хворих на дерматози — випадання волосся, червоний плоский лишай, псоріаз, склеродермія.
Його перу належить близько 60 наукових праць.
Основними напрямами наукових досліджень є:
- боротьба з шкірним лейшманіозом в його ендемічних зонах,
- використання фізіотерапевтичних методів і засобів санаторно-курортного лікування для терапії дерматозів, зокрема, на курортах Мацеста та Любінь Великий,
- епідеміологія шкірних і венеричних хвороб у Туркменістані та Казахстані,
- питання імунного статусу в патогенезі гноячкових захворювань шкіри,
- проблеми діагностики і лікування сифілісу.

Першим застосував пеніцилін для лікування Системна склеродерміясклеродермії.
Входив до складу редколегії журналу «Вісник дерматології та венерології».
Видані праці:
- 1924 — «Споротрихоз шкіри»,
- 1927 «Сифіліс та венеричні хвороби серед водників», «Венерол Дерматол»,
- 1934 — «Досвід лікування захворювань дитячого віку на курорті Сочі-Мацеста», «Радянський педіатр»,
- 1935 — «Шкірні та венеричні хвороби в Туркменістані»,
- 1937 — «Про запобіжні прививки проти шкірного лейшманіозу»,
- 1941 — «Досвід лікування склеродермії на курорті Сочі — Мацеста»,
- 1946 — «Лікування захворювань шкіри на курорті Сочі — Мацеста» (докторська дисертація), Москва.